# 普特航空
普特航空（意譯「航空」）是南斯拉夫的國家航空公司，成立於1927年，結業於1948年。
普特航空結業後，將其繼承予南斯拉夫航空，再繼承予現今的塞爾維亞航空。

## 航點
| 旗幟 | 城市       | 國家     | 機場名稱           | 備註     |
|      | 貝爾格萊德 | 南斯拉夫 | 貝爾格萊德國際機場 | 樞紐機場 |